# سینزیو اسکالیوتی
سینزیو اسکالیوتی (انگلیسی: Cinzio Scagliotti; ۲۶ مارس ۱۹۱۱ – ۲۶ دسامبر ۱۹۸۵) بازیکن فوتبال اهل ایتالیا بود.
از باشگاه‌هایی که در آن بازی کرده‌است می‌توان به باشگاه فوتبال فیورنتینا، باشگاه فوتبال آلساندریا، باشگاه فوتبال یوونتوس، باشگاه فوتبال سالرنیتانا، و باشگاه فوتبال آ.ث. میلان اشاره کرد.